# Reiner Labusch
Reiner Labusch (* 11. Juli 1935 in Königsberg; † 28. April 2016 in Lippoldsberg) war ein deutscher Physiker und Hochschullehrer.

## Leben
Reiner Labusch wurde 1935 in Königsberg in Ostpreußen geboren. Er studierte Physik an der Georg-August-Universität Göttingen, wo er 1962 bei Friedrich Hund mit der Dissertation „Der Restwiderstand von Aluminiumlegierungen bei der Entmischung“ promovierte und sodann am dortigen Institut für Metallkunde arbeitete. In den 1960ern arbeitete er für ein Jahr als wissenschaftlicher Mitarbeiter an der Cornell University in New York. Zurück in Göttingen habilitierte Labusch sich im Jahre 1969 und wurde 1973 zum ordentlichen Professor ernannt. Im Jahre 1975 erhielt Labusch eine Berufung an die Technische Universität Clausthal und leitete dort das Institut für Angewandte Physik, bis er 2000 emeritiert wurde. 
Zusammen mit Peter Haasen, Helmut Alexander und Wolfgang Schröter gründete Labusch 1978 eine Konferenzserie, die bis heute als Extended Defects in Semiconductors weitergeführt wird.
Reiner Labusch starb am 28. April 2016 in Lippoldsberg.

## Auszeichnungen
- Masing-Gedächtnis-Preis, 1971, verliehen von der Deutschen Gesellschaft für Materialkunde

## Publikationen
- Der Restwiderstand von Aluminiumlegierungen bei der Entmischung, Dissertation, 1963.
- Calculation of the critical field gradient in type II superconductors, 1969.
- Weltraum ohne Waffen, Naturwissenschaftler warnen vor der Militarisierung des Weltraums, mit Eckart Maus und Wolfgang Send,  C. Bertelsmann Verlag München, 1984,  ISBN 9783570066812.